# TeleGaribaldi
TeleGaribaldi è stata una trasmissione comica andata in onda su scala regionale, tra il 1996 e il 2002 e poi dal 24 dicembre 2008 al maggio 2009 in seconda serata sull'emittente napoletana Canale 9.

## Descrizione
Ispirata in parte ai programmi Striscia la notizia e Mai dire gol in voga nelle reti Mediaset, ha lanciato diversi giovani attori comici in gran parte poi approdati alla ribalta nazionale: tra questi Biagio Izzo, Rosalia Porcaro, Alessandro Siani, Antonio e Michele, Giampaolo Morelli, Rosaria De Cicco, i Ditelo voi e Lisa Fusco.

## Storia

### Le origini e la satira: Lino D'Angiò e Alan De Luca
Il programma è nato nel 1996 da un'idea dei comici Lino D'Angiò e Alan De Luca, coadiuvati dal direttore dell'emittente campana Vincenzo Coppola nella realizzazione dello stesso; era in origine ambientato in uno scantinato (detto "scantinight"), occupato abusivamente e si immaginava diffuso via etere grazie ad un collegamento (anch'esso abusivo) con un'antenna di una signora, Clara, che abitava nel palazzo. Nel corso delle stagioni della trasmissione, la signora Clara e suo figlio Alvaro non compaiono mai fisicamente, né come voce fuori campo; solo i conduttori interloquiscono al telefono con loro.
Lo scantinato, progettato e realizzato dagli scenografi Francesco Davide e Renato Delehaye, si componeva di una scrivania al centro, poggiante su un mappamondo e sul quale si trovavano i segnaposti con i nomi dei due presentatori; ai loro lati c'erano un enorme cono gelato (ovviamente finto) e "Ciao", la mascotte del mondiale di Italia '90. Dietro la scrivania, alla rinfusa, vecchie cineprese, videocassette e altre cianfrusaglie. Sullo sfondo compariva il monoscopio con la scritta TELEGARIBALDI, e dei poster di fotogrammi e locandine di vari film con Totò; davanti ad essi, ai lati della scrivania, si posizionavano le vallette, dette garibaldine. Nello spazio vuoto che c'era in un lato dello studio si esibivano a volte cantanti o gruppi musicali; in particolare, nella seconda stagione presenza fissa del programma era il complesso dei Letti Sfatti, che fornivano la trasmissione di una sigla di coda eseguendo qualcuno dei loro pezzi. Sulla parete di quel lato dello studio ancora poster e una scala gialla a chiocciola che portava ai piani superiori del palazzo.
I due comici conducevano una specie di telegiornale, diffondendo notizie, e di volta in volta collegandosi con diversi personaggi, alcuni dei quali interpretati da loro stessi mediante travestimenti. Inizialmente essi rappresentavano personaggi pubblici, determinati gruppi o comunque minoranze di Napoli, come tossicodipendenti, immigrati, professori, falsi cartomanti. Inoltre alcuni personaggi bussavano al videocitofono dello scantinato e parlavano con i conduttori. Il videocitofono è infatti un elemento distintivo della trasmissione nel corso delle varie stagioni (e delle varie ambientazioni).

Nella prima stagione i comici che prendevano parte alla trasmissione erano solo quattro: D'Angiò e De Luca, e Antonio e Michele; in più, negli sketches di Ciruzzo Tozzi compariva Marco Fasano, nei panni di Tony Ricciardi, cantante neomelodico, che però durante i collegamenti appariva seduto accanto a Tozzi, con un sorriso da ottuso stampato sul volto, e non parlava.
TeleGaribaldi nel frattempo assumeva una popolarità tale in Campania che gli ascolti superarono nella stessa fascia oraria persino quelli del Maurizio Costanzo Show. Sull'ondata del successo televisivo i due pensatori e conduttori del programma decisero di mettere in scena in teatro lo spettacolo Natale in casa Bassolindo che, così come la trasmissione televisiva, si dimostrò un successo tale da far registrare più volte il "tutto esaurito". Lo spettacolo fu seguito, la stagione successiva, da Spasso dopo spasso in casa Bassolindo.

### Il cabaret con Biagio Izzo e Gianni Simioli
Durante l'estate del 1998 D'Angiò e De Luca decisero di abbandonare la conduzione del programma (nell'autunno del 1998 i due parteciparono al programma di Rai 2 La posta del cuore con Sabina Guzzanti interpretando la maga Titì e Ciruzzo Tozzi, e nella primavera del 1999 condussero sull'emittente TeleNapoli Canale 34 la trasmissione Avanzi popolo!), e così dalla terza stagione la nuova coppia di presentatori fu composta dal Disc Jockey di Radio Kiss Kiss e Tmc2 Gianni Simioli, e da Biagio Izzo, che aveva raggiunto una discreta notorietà impersonando il personaggio di Bibì, all'interno della coppia "Bibì & Cocò", su Napoli Canale 21, e soprattutto con la trasmissione Macao su Rai 2. Con Izzo e Simioli TeleGaribaldi diminuì il carattere "pseudogiornalistico", a vantaggio di un'impronta più cabarettistica, senza però tralasciare momenti di satira politica (il personaggio di Umberto Silvio) e allusione ai problemi sociali (Veronica, peraltro uno dei tre personaggi -gli altri sono Denny Fico e Carmela, la suocera della stessa Veronica- già presenti nella seconda edizione).

Nella finzione scenica, Simioli e Izzo capitarono nello scantinato e si resero conto che era uno studio televisivo quando ci trovarono una ragazza (Simona Sessa) che si occupava delle pulizie ma sognava di sfondare nel mondo dello spettacolo tant'è che aveva un costume da ballerina sotto la divisa rosa da donna delle pulizie e per questo i due "conduttieri" la ribattezzarono showgherla. La ragazza, per facilitarli nel compito della conduzione, mostrò loro anche un grosso manuale del conduttore, lasciato nello scantinato dai due conduttori precedenti.
Alla fine della terza stagione, lo scantinato veniva posto sotto sequestro da uno dei personaggi, l'ispettore Persico, interpretato da Mimmo Esposito. Dalla quarta stagione in poi, la trasmissione fu ambientata nella soffitta dello stesso palazzo, arredata in modo molto kitsch (sempre progettata e realizzata da Francesco Davide e Renato Delehaye), e il collegamento via etere era assicurato, nella finzione, dall'antenna del figlio della signora Clara, Alvaro.
Da allora l'ambientazione era costituita da una scrivania particolare, quasi barocca nel suo stile, dorata e molto appariscente, e recante al centro una grande caricatura di Giuseppe Garibaldi e dalla quale sporgevano i segnaposto dei conduttieri, oltre che i loro due microfoni. I monoscopi con scritto TELEGARIBALDI diventarono due: uno alle spalle della scrivania sormontante una tenda gialla e l'altro di fronte alla postazione dei presentatori. Ai lati di quest'ultima c'erano due volute con sopra piccoli parallelepipedi sui quali sedevano le vallette le Pupatelle. Alla sinistra della scrivania era sita invece una scaletta che portava alla porta di uscita e al videocitofono, mente sulla destra si aprivano due finestroni. Le tonalità di colori della soffitta erano prevalentemente blu e viola. Per l'inizio di questa nuova conduzione Biagio Izzo ordinò la soubrette da un catalogo Postalmarket così quando il pacco arrivò il collega Simioli si vide uscire da questa piccola scatola ,una ragazza di 1,50 cm che chiamarono la Subrettina Lisa Fusco.Questa fortunata edizione si arricchì di canzoncine ironiche dando un tono decisamente più da Avanspettacolo.

### Il crollo delle ultime due stagioni
Dopo due stagioni di grande successo, Biagio Izzo abbandonò il programma. Per sopperire alla sua mancanza, furono inseriti altri due presentatori al fianco di Simioli: Angelo Di Gennaro e di nuovo Alan De Luca (quest'ultimo, dopo qualche mese, lasciò la trasmissione). Nonostante ciò, però, il calo degli ascolti fu elevatissimo, tanto che l'anno seguente i conduttori furono sostituiti dagli esordienti Ciro Ceruti e Gerry Di Martino. L'audience scese ancora più in basso e nel 2002 fu richiamato alla conduzione Lino D'Angiò, che tuttavia non riuscì a riportare gli ascolti ai livelli delle prime quattro edizioni.
A causa del clamoroso insuccesso delle ultime due stagioni, TeleGaribaldi fu definitivamente accantonata per lasciare spazio a sit-com quali Fuori corso (con protagonista proprio Ciro Ceruti).

### Il ritorno: di nuovo Lino D'Angiò e Alan De Luca
Nella settima stagione, intitolata TeleGaribaldi Celebration, l'ambientazione cambia di nuovo (una fabbrica abbandonata, e la scrivania è sostituita da un cassonetto dell'immondizia), ma torna il personaggio della signora Clara. Una novità della nuova edizione, introdotta però solo per qualche puntata, è rappresentata dal pubblico che può assistere allo spettacolo direttamente in studio pagando un biglietto. Inoltre, domenica 8 marzo 2009, in occasione della partita del Napoli contro la Lazio, TeleGaribaldi si collega a sorpresa con la trasmissione Tutti in campo, che già da prima si occupava settimanalmente di seguire in diretta (ma senza poter trasmettere le immagini delle fasi di gioco) gli incontri del Ciuccio. In seguito poi ad alcune richieste tramite un'altra novità, l'indirizzo mail, viene riaperto lo studio per il pubblico.
Il 2 maggio 2009 (data unica) segna il ritorno della coppia teatrale D'Angiò-De Luca, che mette in scena lo spettacolo TeleGaribaldi Celebration.

### Giorni nostri
Ad oggi tutte le stagioni del programma sono visibili sull'omonimo canale 697 delle frequenze digitali terrestri locali.

## Presentatori
Negli anni la trasmissione ha avuto vari presentatori (chiamati conduttieri):
| Stagione | Anni    | Conduttieri (almeno inizialmente)                | Note                                           |
| -------- | ------- | ------------------------------------------------ | ---------------------------------------------- |
| Prima    | 1996-97 | Lino D'Angiò e Alan De Luca                      |                                                |
| Seconda  | 1997-98 | Lino D'Angiò e Alan De Luca                      |                                                |
| Terza    | 1998-99 | Biagio Izzo e Gianni Simioli                     |                                                |
| Quarta   | 1999-00 | Biagio Izzo e Gianni Simioli                     |                                                |
| Quinta   | 2000-01 | Gianni Simioli, Angelo Di Gennaro e Alan De Luca | Alan De Luca esce di scena all'inizio del 2001 |
| Sesta    | 2001-02 | Ciro Ceruti e Gerry Di Martino                   | Lino D'Angiò dall'inizio del 2002              |
| Settima  | 2008-09 | Lino D'Angiò e Alan De Luca                      |                                                |

## Sommario dei personaggi

### Personaggi prima stagione
| Personaggio                                      | Attore                              |
| ------------------------------------------------ | ----------------------------------- |
| Geppino Palla da Ercolano                        | Lino D'Angiò                        |
| Il discorso di fine anno del Presidente Scalfaro | Lino D'Angiò                        |
| Il Provveditore Fittizia                         | Lino D'Angiò                        |
| Bassolindo                                       | Lino D'Angiò                        |
| Aniello Guardascione                             | Alan De Luca                        |
| Don Vincenzo                                     | Alan De Luca                        |
| Ciruzzo Tozzi                                    | Alan De Luca                        |
| Fiorazzo                                         | Alan De Luca                        |
| Marittiello                                      | Michele Caputo                      |
| Silvia                                           | Antonio D'Ausilio                   |
| I ragazzi del "Circoletto"                       | Antonio e Michele                   |
| Le Garibaldine                                   | Annarita Campiglione e Angela Russo |

### Personaggi seconda stagione
| Personaggio                                      | Attore               |
| ------------------------------------------------ | -------------------- |
| Geppino Palla da Ercolano                        | Lino D'Angiò         |
| Il discorso di fine anno del Presidente Scalfaro | Lino D'Angiò         |
| La maga Titì                                     | Lino D'Angiò         |
| Bassolindo                                       | Lino D'Angiò         |
| Federico, il critico musicale                    | Lino D'Angiò         |
| Aniello Guardascione                             | Alan De Luca         |
| Professor Pacifico Cirillo                       | Alan De Luca         |
| Don Vincenzo                                     | Alan De Luca         |
| Borghetti, il tifoso del Napoli                  | Alan De Luca         |
| Ciruzzo Tozzi                                    | Alan De Luca         |
| Veronica                                         | Rosalia Porcaro      |
| Carmela, la suocera di Veronica                  | Rosalia Porcaro      |
| Los Tomos                                        | I Ditelo voi         |
| L'onorevole Carmine Bavoso                       | I Ditelo voi         |
| Luciano Ardito                                   | Gianluca Ansanelli   |
| Alì Sasà                                         | Luigi Tamburrino     |
| Denny Fico                                       | Marco Fasano         |
| Enzo, il barbiere                                | Angelo Belgiovine    |
| La cameriera                                     | Angela Russo         |
| La cubista                                       | Annarita Campiglione |
| Elvira, la segretaria                            | Francesca De Rosa    |
| Nick Finale                                      | Nicola Romano        |
| Complesso musicale                               | I Letti Sfatti       |

### Personaggi terza stagione
| Personaggio                                       | Attore                                              |
| ------------------------------------------------- | --------------------------------------------------- |
| Bibì                                              | Biagio Izzo                                         |
| L'ispettore Persico                               | Mimmo Esposito                                      |
| Tonino Verticale fu Gennaro                       | Ernesto Lama                                        |
| Il maestro di musica                              | Ernesto Lama                                        |
| Umberto Silvio                                    | Eugenio Corsi                                       |
| Antonietta, moglie dell'assessore Santino Colluso | Antonella Stefanucci                                |
| Jesuis                                            | Antonella Stefanucci                                |
| Viviana                                           | Rosaria De Cicco                                    |
| Veronica                                          | Rosalia Porcaro                                     |
| Carmela, la suocera di Veronica                   | Rosalia Porcaro                                     |
| Natasha                                           | Rosalia Porcaro                                     |
| Creolina                                          | Rosalia Porcaro                                     |
| Chantal                                           | Loredana Simioli                                    |
| Karina l'ucraina                                  | Maria Bolignano                                     |
| Denny Fico                                        | Marco Fasano                                        |
| Tatore, Checco Lecco e Ivana                      | Alessandro Siani, Francesco Albanese, Peppe Laurato |
| Il disoccupato                                    | Nello Iorio                                         |
| Johnny Valentine                                  | Vittorio Fidato                                     |
| Monica Lewinsky e l'interprete                    | Nunzia Orso e Maria Teresa Tornatore                |
| La showgirla                                      | Simona Sessa                                        |

### Personaggi quarta stagione
| Personaggio                             | Attore                                |
| --------------------------------------- | ------------------------------------- |
| Colomba e Viola                         | Gianni Simioli e Biagio Izzo          |
| Bibì                                    | Biagio Izzo                           |
| Amedeo                                  | Biagio Izzo                           |
| Assunta e Salvatore Scapece             | Biagio Izzo e Mimmo Esposito          |
| L'ispettore Persico                     | Mimmo Esposito                        |
| Don Salvatore, l'esattore della pigione | Mimmo Esposito                        |
| La professoressa Scarpone               | Antonella Stefanucci                  |
| L'attrice Maria Limone                  | Antonella Stefanucci                  |
| La vigilessa Annunziata Torre           | Rosaria De Cicco                      |
| Carmela, la suocera di Veronica         | Rosalia Porcaro                       |
| Flora e Gigino                          | Rosalia Porcaro                       |
| Le avventure di Sasà Man                | I Teandria                            |
| Le Brigate Mosce                        | I Teandria                            |
| Lello, il meccanico                     | Lello Musella                         |
| Armando, il ragioniere di Bisignano     | Marco Lanzuise                        |
| Chantal                                 | Loredana Simioli                      |
| Mariarca                                | Loredana Simioli                      |
| Tatore e Checco Lecco                   | Alessandro Siani e Francesco Albanese |
| Alex Damiani                            | Alessandro Siani                      |
| Karina l'ucraina                        | Maria Bolignano                       |
| Gianfilippo e Gianmaria                 | I Cuginetti a Sfera                   |
| Michelino e Padre Luigi                 | Ettore Massa e Massimo Peluso         |
| Tommy e Gerry, i profeti del Duemila    | Tommaso Romano e Lucio Belloisi       |
| Ndò                                     | Paolo Caiazzo                         |
| Percuoco                                | Antonio Fiorillo                      |
| Il fotografo del matrimonio             | Oreste Pipolo                         |
| Il brigadiere                           | ?                                     |
| Il maniaco                              | ?                                     |
| Cristina "La Zuppa"                     | Simona Saturno                        |
| La subrettina                           | Lisa Fusco                            |
| La showgirla                            | Simona Sessa                          |
| Le pupatelle                            | Nunzia/Anna e Federica                |
| Il fantasma                             | Manuela Bellopede                     |

### Personaggi quinta stagione
| Personaggio                             | Attore                              |
| --------------------------------------- | ----------------------------------- |
| Professor Camillo De Meis               | Gianni Simioli                      |
| Aniello Guardascione                    | Alan De Luca                        |
| Professor Pacifico Cirillo              | Alan De Luca                        |
| Borghetti, il tifoso del Napoli         | Alan De Luca                        |
| Stanlio e Ollio                         | Alan De Luca e Angelo Di Gennaro    |
| Mariarca                                | Loredana Simioli                    |
| Ndò                                     | Paolo Caiazzo                       |
| Giggino Don Perignon                    | Rosario Toscano                     |
| Gli operatori del 10087                 | Rosario Toscano, ? e Cinzia Profita |
| I cantanti                              | I Vietato Fumare                    |
| La signora Sannino e il nipote          | Rosario Sannino e Salvatore Sannino |
| Dottor Spok                             | Renato Perna                        |
| La cameriera                            | Anita Laudando                      |
| La subrettina                           | Lisa Fusco                          |
| Le pupatelle                            | Alessandra Avoletto e Betty Bandera |
| Complesso musicale                      | Gipsy Fint                          |
| Stefano "Titiri" - Sketch "Pompa-Pompa" | Giuseppe Gragnaniello               |

### Personaggi sesta stagione
| Personaggio                                      | Attore                          |
| ------------------------------------------------ | ------------------------------- |
| Iervolindo                                       | Lino D'Angiò                    |
| Il presidente del Napoli Giorgio Corbelli        | Lino D'Angiò                    |
| Il terrorista                                    | Paolo Caiazzo                   |
| I kamikaze Pepp' «'o tracco» e Pepp' «'a miccia» | Gerry Di Martino e Lucio Pierri |
| Frank Tellina                                    | Frank Tellina                   |
| Complesso musicale                               | Lorenzo Hengeller               |

## Personaggi storici

### Bassolindo (Lino D'Angiò)
Ispirato ad un celebre sgrassatore per cucina, Bassolindo è il sindaco che ripulisce la città di Napoli alle soglie del 2000. Colto in genere da TeleGaribaldi durante le più strane occupazioni, il primo cittadino (e in seguito anche ministro) si dimostra sempre benevolente nei confronti del programma, dando volta per volta spiegazioni comiche (con calcato accento afragolese) ed aumentando così l'ilarità dello sketch. Imitazione del vero sindaco Antonio Bassolino, il personaggio è stato tra i più apprezzati non solo del repertorio di Lino D'Angiò, ma anche dell'intera storia di TeleGaribaldi. La sua "massima" più ricorrente è «Passo dopo passo...», ispirata allo «Step by step...» di Bill Clinton.

### I discorsi di fine anno del Presidente Scalfaro (Lino D'Angiò)
È uno sketch della prima e della seconda stagione. Su un video che rappresenta l'allora (fine 1996 e fine 1997) Presidente della Repubblica Italiana Oscar Luigi Scalfaro, viene montato un finto discorso, pronunciato da Lino D'Angiò che imita la voce di Scalfaro. Questo discorso, che ha una molto sottile parvenza di senso compiuto, è in realtà formato da tutti i tormentoni dei personaggi della stagione in corso di TeleGaribaldi, messi in serie uno dopo l'altro.

### Il Provveditore Fittizia (Lino D'Angiò)
Il Provveditore agli Studi Fittizia altro non è che l'imitazione del vero Provveditore di Napoli nel 1996, il dottor Fenizia.
A causa dei suoi grandi baffi non fa altro che vantarsi ripetendo sempre «e comm' so bello». È un personaggio molto attento all'immagine, veste sempre in rigoroso grembiule blu scolastico e nutre una sviscerata antipatia per gli alunni che marinano gli studi. Una curiosità riguarda un incontro avvenuto tra Lino D'Angiò e lo stesso dottor Fenizia. Prima di entrare in scena in Natale in casa Bassolindo, nei camerini i due si incrociarono, con il Provveditore che fece i complimenti all'attore per l'interpretazione delle varie parti. Compare solo nella prima stagione, salvo poi sparire di scena.

### Federico, il critico musicale (Lino D'Angiò)
Parodia del critico musicale del Mattino Federico Vacalebre, Federico è un critico militante di estrema sinistra, alla scoperta di gruppi musicali alternativi e capace di trovare significati alti (e politicizzati) anche in testi di canzonette come Fin che la barca va. Indossa una t-shirt dove campeggiava la scritta "Dio Che", con chiaro riferimento a Che Guevara.

### La maga Titì (Lino D'Angiò)
Chiromante dalle previsioni scontate, legge le carte a pagamento (lo spettatore deve telefonare al numero 166.61SCEMO+IVA+ORNELLA+PATRIZIA) cercando di interpretare la "cultura angelica". Incitando i clienti a crederci sempre (il suo tormentone è infatti: «Ci devi credere, amore!» detto con accento francese), è sempre pronta ad ingannare i malcapitati telespettatori con consigli poco raccomandabili. Viene sempre smascherata dai propri imbrogli dal conduttore Alan De Luca. È l'imitazione della cartomante francese Sisì. Compare solo nella seconda stagione.

### Geppino Palla da Ercolano (Lino D'Angiò)
Geppino da Ercolano inizialmente è il fan che telefona quasi ogni giorno al suo cantante preferito, Ciruzzo Tozzi. In seguito il personaggio compare in carne ed ossa al citofono di TeleGaribaldi, suggerito dallo stesso neomelodico come parcheggiatore. In realtà abusivo, però, dovrebbe custodire l'auto di Alan De Luca, ma è capace di combinare solo disastri. Inoltre non capisce quasi mai quello che gli viene detto, e spesso intrattiene Alan De Luca con domande assurde, come quelle sul significato letterale di filastrocche e proverbi. Caratteristiche di Geppino Palla sono gli occhiali senza vetri attraverso i quali si mette continuamente le dita negli occhi, la voce gutturale e il tormentone «He' capit' chello ca ric'io?» («Hai capito quello che dico?»).

### Ciruzzo Tozzi (Alan De Luca)
Cantante neomelodico napoletano, ha un numero telefonico a pagamento, 166.6X6=36, cui telefona continuamente il parcheggiatore abusivo Geppino da Ercolano, suo accanito fan. Nella prima stagione il collegamento si stabiliva a causa di un'interferenza di linea tra il telefono dello studio (con cui De Luca e D'Angiò chiamavano il bar) e la trasmissione dello stesso Ciruzzo (chiamata "CASA TOZZI"), il quale ben presto si trasforma in un habitué del programma mettendo in mostra il suo repertorio musicale. Durante le puntate di "CASA TOZZI", Ciruzzo è spesso accompagnato dall'altro neomelodico Tony Ricciardi (Marco Fasano) che si limita a sorridere e non parla mai.

### Aniello Guardascione (Alan De Luca)
Uomo d'affari, Guardascione è un manager che sembra essere a stretto contatto con diverse celebrità della musica e dello spettacolo. In realtà è un mistificatore, poiché in fondo è solo l'agente di artisti di poco conto che possono essere, ad esempio, musicisti che per fare carriera suonano alle feste di matrimonio o alle comunioni. Il suo "ufficio" è la Galleria Umberto I di Napoli, dalla quale Guardascione telefona alle varie star e organizza serate nei posti più assurdi.

Il personaggio di Guardascione ha creato vari tormentoni, come «Omm' bell! Omm' frisc'!» («Uomo bello! Uomo fresco!», detto a chiunque godesse della stima di Guardascione), «Tien' 'e qualità!» e «È pagato!» (sottinteso: il caffè).

### Professor Pacifico Cirillo (Alan De Luca)
È un insegnante di Torre Annunziata che non riesce mai a raggiungere in orario la scuola di Napoli dove insegna perché ogni mattina, puntualmente, si ritrova imbottigliato nel traffico di Via Marina. Quando Lino D'Angiò dallo studio si collega con lui, il professore è calmo, sereno, nonostante il traffico, ma a poco a poco comincia a perdere sempre più la pazienza, fino ad arrivare a una vera e propria metamorfosi, annunciata da dei tic strani: il professore perde totalmente il controllo e comincia a inveire contro gli altri automobilisti o a commettere infrazioni al codice della strada, come infilare la corsia preferenziale. Ciò costringe D'Angiò a chiudere in fretta e furia il collegamento.

Caratteristiche del riccioluto professor Pacifico sono: il tipico dialetto torrese, con cui pronuncia le sue invettive contro i napoletani e il traffico; il grido «Avanti Savoia!» (essendo lui tifoso del Savoia, la squadra di calcio di Torre Annunziata); l'epiteto «'Sti quatt' ciucce» («Questi quattro asini») con cui si riferisce ai suoi allievi; l'appellativo «Chiò chiò» (accompagnato da un gesto della mano) con cui apostrofa tutti quelli con cui viene a scontrarsi, siano essi vigili, automobilisti o manifestanti.

### Don Vincenzo (Alan De Luca)
Napoletano, don Vincenzo si è ritirato in meditazione in Tibet. Durante i collegamenti con TeleGaribaldi parla della sua esperienza all'estero e dei suoi progressi spirituali.
Il luogo in cui viene scovato di solito è la stessa regione cinese, ma può capitare di trovarlo in altre ambientazioni: in realtà è sempre nel monastero in oriente, ma a causa della sua grande concentrazione appare come sfondo un posto da lui pensato o di cui prende in giro il nome. Un esempio è rappresentato dal Ponte dei Sospiri di Venezia materializzatosi alle spalle di don Vincenzo proprio dopo un suo sospiro.

### Peppe Borghetti, il tifoso del Napoli (Alan De Luca)
Peppe Borghetti prende il nome e spunto dagli svariati venditori non regolamentari che ai tempi d'oro del Napoli vendevano bibite, patatine, biscotti, acqua e il mitico caffè corretto in bottiglina di plastica. Naturalmente è un supertifoso e intenditore di calcio a livello quasi mondiale se non di più. Insomma un classico personaggio da bar dello sport.

### Fiorazzo (Alan De Luca)
Editore e giornalista del quotidiano "Il Cazettino", su cui riporta i suoi pseudo-scoop. Gli articoli rivelano però notizie di poco conto e di scarso interesse, suscitando le ire di Lino D'Angiò.

### Vola e Colomba (Biagio Izzo e Gianni Simioli)
Vola e Colomba sono due finte sorelle, in quanto in realtà sono gli stessi Izzo e Simioli. Il loro travestimento è dovuto al fatto che il signor Armando (Marco Lanzuise dei Teandria) è incaricato di riscuotere l'affitto del locale dal quale gli stessi conduttieri presentano la trasmissione per conto del proprietario, l'ingegner Bisignano. Vola si fidanza con costui, ma rimanda qualsiasi effusione a dopo il matrimonio e, poiché molto credulone, Armando va via distratto da Colomba. Il travestimento è ispirato a quello del film Totòtruffa 62, come lascia intendere in trasmissione Biagio Izzo.

### Bibì (Biagio Izzo)
Alla ricerca del "frato cugino" Biagio Izzo, nella terza stagione Bibì disturba continuamente bussando al citofono dello scantinight dove il parente è conduttore con Gianni Simioli. Al citofono con quest'ultimo si assiste a gag esilaranti fatte di prese in giro sull'aspetto fisico (Bibì chiama «zelluso», cioè "calvo", il suo interlocutore, mentre Simioli replica ricordandogli che in bocca ha solo un dente) e di compromessi secondo cui per accedere in studio, Bibì dovrà proporre nuove idee cinematografiche e televisive o eventualmente dare sfoggi di cultura. Tutto però si dimostra inutile in quanto Bibì pecca di cultura (reinventa i fatti storici) e di talento artistico (scrive sceneggiature già scritte, storpiandole).

All'inizio della quarta stagione, invece, Simioli lancia una nuova inchiesta sulle condizioni di vita dei carcerati, ma a sorpresa il detenuto da intervistare si scopre essere proprio Bibì, imprigionato dall'ispettore Persico per uno scambio di persona. Tanti e vani sono i tentativi di Simioli per farlo uscire, ma ancora una volta Bibì crea continuamente confusione. Non interviene mai Biagio Izzo: infatti se Bibì si spaccia per suo cugino carnale, il conduttore rigetta qualunque legame di parentela.

### Amedeo (Biagio Izzo)
Omosessuale, è innamorato di Maurizio Aiello, attore della serie televisiva Un posto al sole (trasmessa dalla Rai), che è la sua preferita. Sovente si trova a bussare al videocitofono della soffitta, da dove risponde Gianni Simioli, il quale però viene chiamato Gianmarco, che era l'inquilino precedente e frequentatore dello stesso Amedeo. Il conduttiero cerca di liberarsi del giovane, che invece crederà di essere trattenuto, accettando l'invito. Il suo accento quasi romagnolo lo si deve ad una situazione pressoché assurda: studiando per un esame, dovette tenere gli scritti a Napoli e gli orali a Bologna.
Il personaggio di Amedeo divenne così famoso che, proprio in quel periodo, si era soliti appellare con Amedeo (es.: "Quello è un po' amedeo") chiunque venisse sospettato di tendenze omosessuali.

### Assunta e Salvatore Scapece (Biagio Izzo e Mimmo Esposito)
Assunta Scapece è una casalinga sempre colta da TeleGaribaldi mentre cerca di mangiare gli spaghetti alla puttanesca e nell'atto di chiamare i suoi otto figli (Rosaria, Tonì, Giuseppì, Ciro, Annabè, Patrizia, Giuvà, Titì). Il conduttore Gianni Simioli, per la rubrica "Simioli che sorpresa!", invita la signora ad alzare la cornetta poiché dall'altra parte c'è suo marito, Salvatore (padre solo di sei dei figli) che vent'anni prima era emigrato a New York. Mentre Assunta cerca di far parlare il marito, trovando il pretesto per mangiare, quest'ultimo ripete il nome della moglie, che a sua volta chiama il marito. Si ripete quindi continuamente il dialogo «Assù» «Salvatò», finché la donna cerca una scusa per andare; Salvatore però riesce sempre ad intrattenerla. Stanca, Assunta finge che sia caduta la linea ripetendo «Tu-Tuu..Tu-Tuu...». A quel punto può finalmente mangiare gli spaghetti in pace.

### L'ispettore Persico (Mimmo Esposito)
Classica parodia di un pubblico ufficiale ligio al dovere e a portare l'ordine ovunque, l'"Ispettore Persico della Questura Centrale" (come egli stesso si presenta) si attacca al videocitofono e tenta inutilmente di far sgomberare gli occupanti di Telegaribaldi dallo scantinato («il signor Simioli Biagio deve sgomberare») che occupano illegalmente, con risultati ovviamente negativi. Sua frase-tormentone è rispondere, a chiunque gli faccia domande: «Qua le domande le faccio io!» Il suo cognome è un anagramma del più celebre collega cinematografico Serpico (interpretato da Al Pacino), come lui estremamente ligio al dovere.

### Veronica (Rosalia Porcaro)
Operaia in una fabbrica di borse, ama Genni ma è ostacolata nel suo amore dalla suocera. Fraintende puntualmente le vessazioni che riceve in fabbrica ma si sente una donna moderna (va da «il psicolico») e cerca di farsi accettare dalla suocera, che non apprezza i suoi tentativi di apparire una brava donna di casa.

### Signora Carmela, suocera di Veronica, e il marito (Rosalia Porcaro e Lorenzo Zambrano)
Madre di Genni, sedicente donna di cultura («j teng e libbr pe'tutt'part») vive nell'orgoglio esagerato per i figli laureati in legge e nel disprezzo per Pasqualino, il marito disoccupato. Cinica e meschina, indolenzita dalla vecchiaia riversa sui poveri malcapitati tutta la sua cattiveria. In particolare sulla fidanzata del figlio, che fa di tutto per allontanare sottoponendola a prove sempre più difficili.

### Natasha (Rosalia Porcaro)
Personaggio comico basato sulla cantante trans Valentina Ok. Natasha è una collega di Veronica che sogna di diventare, e a un certo punto diventerà, cantante neomelodica napoletana pronta a dare consigli sull'amore, sul sesso e sui tradimenti. Il suo punto di vista smaliziato di donna sedotta e abbandonata si scontra con le insicurezze e le ingenuità di chi la chiama, con risultati grotteschi.

### Creolina (Rosalia Porcaro)
Ingenua e goffa commessa in una merceria, celebre per il suo tormentone: «Comm'è bello a campà: 'a matina me sceto, me lavo, me vesto, vaco 'a faticà, po' torno e m'addormo»

### Mariarca (Loredana Simioli)
Mariarca (che va a pere â Maronna 'e 'll Arco, va a piedi in pellegrinaggio al santuario della Madonna dell'Arco) è una popolana, di facili costumi, ma al contempo molto volgare e irritabile, che viene spesso a citofonare alla soffitta di TeleGaribaldi per discutere con i conduttieri dei suoi problemi, sfogando il proprio malumore contro qualche sua vicina di casa, rea di spargere pettegolezzi su di lei, e accusando gli uomini di volere dalle donne solo la marenna p'a fatica (la merenda per la pausa pranzo durante un'attività, fuor di metafora un facile rapporto sessuale). Durante il collegamento, con il suo sgradevole modo di urlare a qualsiasi parola proferita, risponde al cellulare giacché le telefonano gli uomini più "affezionati" a lei, definendosi la Pulitona, cioè pulitona.

### Chantal (Loredana Simioli)
Chantal è "la ragazza dei video neomelodici", richiestissima da ogni regista di videoclip di tale genere (dice «me li sono fatti tutti», intendendo i videoclip) perché lei "fa le facce" (le espressioni giuste), lavora spesso con il cantante Gennaro ScaldamaglioGennaro Scaldamaglio, la trama dei cui videoclip è sempre la stessa: "praticamente, isso trov'a essa dint' 'o lietto cu n'ato" (praticamente, lui trova lei nel letto con un altro), e Chantal interpreta alternamente la tradita o la traditrice, e l'espressione è sempre la stessa: piange sventolando un paio di corna. È molto immatura solo perché nessuno le vuole bene.

### Viviana (Rosaria De Cicco)
Viviana è una sedicente responsabile di servizi socioculturali, ma in realtà ha una linea di telefoni erotici a pagamento (al numero 166.6.16.29.69, laddove i quattro numeri finali, richiamano organi sessuali o posizioni, anche secondo la Smorfia). Molto attraente, per il lavoro che svolge sta sempre attaccata al telefono (o anche al suo cellulare); ha quasi sempre un atteggiamento dolce e mellifluo (si rivolge a tutti con «amore», «adoro», «tesoro» o «cicci»), salvo cambiare nettamente umore quando le telefona il marito Filippo, che la chiama chiedendole di adempiere ai suoi "doveri coniugali" e a cui lei non risparmia improperi o insulti.

Fra una telefonata e l'altra di un "cliente" (cui risponde sempre lei, interpretando di volta in volta una ragazza diversa) organizza festini a base di sesso e cocaina (anzi «'o ppoc'e cocaina», altro suo tormentone) con le sue telefoniste (che non compaiono mai) nei posti più assurdi quali il convento di Santa Cunegonda trafitta-dalle-sette-spade-immacolata-addolorata-colpita-e-affondata-tiè. Ha inoltre una relazione con il suo commercialista, Carlo, come si evince dalle telefonate che riceve da lui sul luogo di lavoro. Carlo spesso la rifornisce di cocaina.

Un altro suo tormentone è la frase che dice quando risponde alle telefonate: «Chi sei che vuoi?», e ancora una sua frase caratteristica è «quello comincia che è piccolo, ma piano piano... cresce!» detto di qualsiasi cosa, ma con chiara allusione sessuale e con eloquente gestualità.

### La vigilessa Annunziata Torre (Rosaria De Cicco)
L'agente scelta Annunziata Torre è la classica presa in giro di certe vigilesse napoletane dure e inflessibili. Sempre seria e con l'uniforme pulita (guai se la cravatta non è in ordine!), la sua frase-tormentone è "I' song a' vigilessa e nisciun me fa fessa!" (io sono la vigilessa e nessuno può imbrogliarmi)

### La Professoressa Scarpone (Antonella Stefanucci)
La professoressa Maria Rosaria Scarpone è un'insegnante delle Scuole medie alla quale non piace il proprio mestiere; infatti il suo unico scopo è racimolare lo stipendio nonostante il lavoro le sia reso impossibile dagli alunni, definiti dei veri e propri lazzaroni. Durante il collegamento con TeleGaribaldi ricorda sempre che il suo nome fa rima con "retribuzione" e che per lei la cosa più bella del Natale è la famosa tredicesima. Ha escogitato un piano per poter guadagnare con il minimo sforzo: il suo obiettivo è quello di infortunarsi gravemente o comunque di ammalarsi per restare a letto e contemporaneamente percepire il tanto agognato stipendio, che in realtà non le basta mai.

### Antonietta, la moglie dell'assessore Santino Colluso (Antonella Stefanucci)
Antonietta Colluso nasce nel 1991 alla vigilia di Tangentopoli. Il personaggio, dunque, sarà premonitore di note vicende giudiziarie.
La signora Colluso è inconsapevole di quello che il marito, assessore di paese corrotto e plurinquisito dalla Magistratura napoletana, riesce a combinare.
Parla con un divertente accento paesano raccontando le gesta di Santino che è bassino ma con "una capa tanta"!

### Jesuis (Antonella Stefanucci)
Jesuis è una donna misteriosa, che citofona allo scantinato per presentarsi, sempre allo stesso modo: «Je suis...» e di volta in volta si presenta in modo diverso. Nel corso della stagione il personaggio svela di avere la sindrome bipolare.

### Marittiello (Michele Caputo)
Mario, detto Marittiello, è un tossicodipendente che si presenta al videocitofono sempre per il medesimo scopo: farsi prestare cento lire affinché saziasse la sua voglia di eroina. Famosa è la sua battuta «Tenissiv' cient' lir'?» rivolta ai conduttori Lino d'Angiò e Alan De Luca, i quali cercano naturalmente di sottrarsi a questa "beneficenza".

Spesso, forse sotto effetto della droga stessa, formula frasi senza un vero e proprio senso compiuto e complicate con dei discorsi improbabili e demenziali (che tuttavia hanno reso Marittiello uno dei personaggi più amati del pubblico) che giungono sempre alla medesima conclusione: meglio prestargli quei pochi soldi piuttosto che realizzare il suo intento appena esplicato.

Il personaggio è stato proposto anche nel Pippo Chennedy Show su Raidue nella primavera del 1997, con il nome di Anthony.

### Silvia (Antonio D'Ausilio)
Silvia è una ragazza un con la puzza sotto al naso. È una studentessa che disdegna alcuni comportamenti ritenuti poco civili ed è fidanzata con un certo Giampi, a suo dire molto attraente (ha attirato addirittura le Spice Girls). Fan di Nek e dei Ragazzi Italiani, porta sempre in giro un loro poster. Suo tormentone è «Ma non esiste proprio»
Il personaggio è stato proposto anche nel Pippo Chennedy Show su Raidue nella primavera del 1997.

### I ragazzi del "Circoletto" (Antonio e Michele)
Questi due ragazzi del Quartiere Secondigliano, pensano a risolvere situazioni assurde molto strane come il chiedersi la quantità della miscela che occorre per raggiungere la luna con la loro vespa. Spesso finiscono con il picchiarsi al grido di «Chist me 'ngrippa a me!».

### L'onorevole Carmine Bavoso (I Ditelo voi)
L'onorevole Carmine Bavoso è la classica presa in giro dei cosiddetti "onorevoli detenuti", cioè di quei politici incarcerati per gravi reati che, nonostante la clausura, conducono una vita lussuosa anche dietro le sbarre. L'onorevole è, per l'appunto, rinchiuso al Carcere di Poggioreale, veste sempre un'elegante vestaglia porpora, ed è servito e riverito dal servo Melchiorre, ex pentito (al quale sembra debba la sua incarcerazione) cui è stata tagliata la lingua e che cerca inutilmente di parlare ancora, suscitando le ire del padrone.
Inoltre, a un certo punto lancia il suo sito internet (WWW.Bavoso.tiro.tiro.IT, con chiara allusione al verbo "sniffare") che manda in sovraimpressione direttamente dal carcere.

### Nick Finale (Nicola Romano)
Nella seconda stagione è presente anche Nicola Romano (padre di Jennà Romano del "Letti Sfatti"), in arte Nick Finale. Il suo nome d'arte è dovuto al fatto che canta sempre i finali delle canzoni classiche napoletane, e mai la canzone tutta intera.

### Sasà Men (I Teandria)
Sasà Men è un supereroe che agisce a Napoli contro due malvagi antagonisti, Dolomiticus e Ratman, che cercano di rovinare le gioie dei Napoletani stessi. Una volta venuto al corrente della notizia con una telefonata da un telefono calato dall'alto su un cesto, Sasà, un uomo qualunque che vive in casa con la madre, entra nell'armadio, si cambia e, con il nuovo costume, diventa Sasà Men, pronto a combattere contro i nemici. Dopo aver scovato il nascondiglio dei malvagi, cercherà di combattervi contro, ma purtroppo per lui ne uscirà sempre sconfitto.

### Le Brigate Mosce (I Teandria)
Le Brigate Mosce, evidente parodia delle Brigate Rosse, sono un gruppo terroristico che si collega abusivamente a TeleGaribaldi, trasmissione anch'essa abusiva. Nonostante Biagio Izzo e Gianni Simioli cerchino continuamente di bloccare questa intromissione, i brigatisti riescono sempre a farla franca ed illustrare i loro progetti di morte. Le vittime sono sempre figure di spessore, come ad esempio i Ministri. L'attentato però non si consumerà mai vista la disorganizzazione del gruppo che porta a far saltare tutto. Esso è composto dal megalomane colonnello Nzist, il capo e Molotov, il meno furbo.

### Ivana, Tatore & Checco-Lecco (Trio "A testa in giù": Peppe Laurato, Alessandro Siani e Francesco Albanese)
Tatore (Siani) è un ragazzo molto maleducato e scorbutico, oltre che "tamarro", che spesso si reca in discoteca dal Dj Checco-Lecco (Albanese), suo amico. Ivana (Laurato), una ragazza sovrappeso che vuole conquistare il cuore del giovane, aiutata tramite un auricolare nascosto, si fa consigliare da Gianni Simioli, che agisce direttamente dallo studio per far sì che la stessa Ivana riesca a realizzare il proprio sogno d'amore. Purtroppo per lei fa sempre il contrario di ciò che le viene suggerito (in particolare, rifiuta di mettersi a dieta) e Tatore la evita continuamente prendendola in giro sui suoi aspetti fisici maschili o sul suo peso.

### Karina l'Ucraina (Maria Bolignano)
Cameriera ucraina di casa Bisignano, celebre per il tormentone (pronunciato in italiano stentato!): «Ingegnere non c'è, torna domani; se volere lasciare messaggio dopo segnale» (cui seguiva lo sventolio di due piumini per la polvere)

### Luciano Ardito (Gianluca Ansanelli)
Luciano Ardito è il classico studente svogliato, la cui unica occupazione è organizzare scioperi a scuola con i pretesti più assurdi, al grido di «Qual è 'o problema? N'amm'a trasì!» («Qual è il problema? Non dobbiamo entrare a scuola!»). Per l'occasione conia degli slogan improbabili contro qualsiasi politico, accusandolo di lavarsi i capelli nel mare, di non cambiarsi i calzini...

Sua vittima preferita è De Magistris, lo studente "secchione" (interpretato da Giampaolo Morelli) che non aderisce mai agli scioperi e finisce sempre picchiato e insultato.

Amica di Luciano è Gargiulo (interpretata da Giovanna Serpico), una studentessa scalmanata, consumatrice di hashish, che vuole dare agli scioperi dei contenuti politici, tuttavia molto fumosi e superficiali. Gargiulo è l'unica che cerca, nei limiti, di difendere De Magistris dalle vessazioni cui lo sottopone Luciano Ardito.

### La subrettina (Lisa Fusco)
La Subrettina Lisa Fusco è la valletta di TeleGaribaldi durante l'edizione 1999/00, il primo anno ambientato in soffitta, il secondo avente come presentatori la coppia Izzo-Simioli. La Subrettina si diletta nel cantare e nel ballare in studio con l'intento di ricordare i grandi spettacoli di rivista che negli anni trenta, quaranta e cinquanta hanno reso celebri grandi interpreti della recitazione napoletana e non, ad esempio Totò, Nino Taranto e Delia Scala. Appare per la prima volta dopo qualche puntata, inizialmente insieme alla showgherla, che poi sostituirà.

### Gianfilippo e Gianmaria (I Cuginetti a sfera)
Sono due cugini piuttosto snob nativi del quartiere Vomero, una delle zone più chic di Napoli; si comportano disprezzando le usanze da loro definite "popolari" (come il portare una semplice frittata di maccheroni sulla spiaggia). Ricordano nel loro modo di fare i "gagà" napoletani (signori anch'essi molto snob), imitati già in passato dal celeberrimo attore Totò prima in teatro e poi nel film Signori si nasce interpretando il Barone Ottone degli Ulivi detto Zazà. È proprio a quest'ultimo che i Cuginetti a sfera somigliano nella loro interpretazione. La loro "eredità" è stata raccolta da Fiorella dell'edizione 2008/09 di TeleGaribaldi.

### I cantanti (I Vietato Fumare)
Sono tre cantanti i quali, per guadagnarsi la giornata, si improvvisano talvolta operai (incaricati di terminare la ristrutturazione della casa di Alan De Luca), idraulici, fujenti (cioè i più devoti alla religione del vicolo in cui vivono) oppure si collegano dalla "Radio Nuova San Giovanni" presso cui lavorano come dj. Il ritornello che cantano durante i loro sketch è sempre lo stesso: «'Mpruvvisament chest' ammore se ne va...» (improvvisamente questo amore se ne va).

### Ndò (Paolo Caiazzo)
Ndò è un turista giapponese, interpretato da Paolo Caiazzo, in visita alla città di Napoli. Nei suoi sketch fa comparazioni con il proprio paese dove sono presenti similitudini alquanto bizzarre, come la presenza di paesi come San Sebastiano al Fuji o la festa di Pedigrò. Quando gli viene fatto notare la somiglianza, asserisce che sono i napoletani ad aver copiato i giapponesi. Finisce sempre per farsi rubare la macchina fotografica con la quale scatta compulsivamente foto a qualsiasi cosa vede.
Nelle stagioni successive si improvvisa anche cuoco. Egli si preoccupa di cucinare cibi prettamente giapponesi e con metodi della sua terra. Scatteranno le risate quando Ndò spiegherà come uccidere questo o quell'animale, perché in Giappone l'animale non può essere ucciso, adda capità! (Deve capitare)

### Alì (Luigi Tamburrino)
Alì è un immigrato tunisino che cerca di vivere vendendo oggetti come gli altri clandestini. Non conoscendo molto bene l'italiano, usa il linguaggio più comune a Napoli (e quindi anche più udito): il dialetto.

### Giggino Don Perignon (Rosario Toscano)
Personaggio egocentrico e stereotipo del tamarro ricco napoletano, viene ripreso mentre parla al cellulare con Alessandro Siani (accusato di prendere in giro i compagni tamarri). Egli racconta al suo interlocutore episodi tratti dalla sua vita quotidiana, in cui, a causa di goliardici equivoci, è sempre costretto a prevalere su colui che gli avrebbe dovuto offrire un servizio (ad es. bagarino, commesso, gestore di enoteca ecc.). Il malinteso si conclude ogni volta con un sonoro ceffone da parte di Giggino che, fiero, crede di essersi fatto valere sul negoziante ritenuto erroneamente truffatore e raggiratore.

### La signora Sannino (Rosario Sannino)
Personaggio creato dai fratelli Sannino: Rosario (la signora Sannino), e Salvatore (la spalla).

## Personaggi "TeleGaribaldi celebration"

### Bassolindo (Lino D'Angiò)
In realtà il collegamento avviene con la sede del sindaco Rosa Russo Jervolino. Nello schermo non si vede nessuno, ma c'è l'ex sindaco Bassolindo che sta inchiodando la sedia del suo successore (che è partita) al pavimento per evitare che qualcuno di altre fazioni se ne impossessi.

Bassolindo quindi esce allo scoperto e, dialogando con Alan De Luca, parla del periodo di crisi economica e dei suoi problemi in politica.

### Cardinale Crescenzio Sepe (Lino D'Angiò)
Al cardinale Sepe viene sempre dedicato un piccolo spazio di tempo precedente all'intervento di Geppino da Ercolano.
Il religioso, che in realtà compare già una prima volta accanto a Nino D'Angelo, si dedica alla dicitura di provebi pronunciati da profeti improbabili (es. Gattuso, Lavezzi o Salvatore), successivamente discussi da Alan De Luca e lo stesso parcheggiatore abusivo.
Al termine del suo collegamento, saluta Alan De Luca dicendo <<ca Maronn' v'accumpagn'>> ("che la Madonna vi accompagni").

### Geppino Palla da Ercolano (Lino D'Angiò)
Geppino compare per la prima volta dopo qualche puntata, a causa delle continue richieste dei telespettatori via e-mail. Il parcheggiatore abusivo ritorna alla sua vecchia abitudine, cioè il cercare di comprendere il significato metaforico dei proverbi sentenziati dal Cardinale Crescenzio Sepe (Lino D'Angiò) su sollecitazione dello stesso D'Angiò e di De Luca, alla ricerca di parole di conforto. Ancora una volta il risultato è piuttosto demenziale e non conduce che a fare confusione.

### Il mago Gennaro D'Auria (Lino D'Angiò)
È l'imitazione di un cartomante, Gennaro D'Auria, definito un grande lettore delle carte, che puntualmente si arrabbia con chi lo contatta, soprattutto con chi mette in dubbio le sue capacità oppure chi si rifiuta di dire la verità al riguardo di una sua predizione. È l'unico mago in grado di fare la palla, ovvero di poggiare le mani su di una sfera (l'Attipass) e togliere il malocchio.

### Ciruzzo Tozzi (Alan De Luca)
Ciruzzo Tozzi compare stavolta solo alla fine della stagione, irrompendo all'improvviso con un collegamento con il suo "Ciruzzo Tozzi Show". Il look è cambiato: non presenta più i lunghi capelli in stile Umberto Tozzi, ma sono lisci con le punte affusolate e più corti. Spariscono gli occhiali da sole, mentre sul suo volto è sito un neo (infatti si ritiene «il cantante con il neo-melodico»). Lo scopo del collegamento è comunque quello di rinverdire i vecchi tempi cantando la sua hit, cioè "Nunzia".

### Aniello Guardascione (Alan De Luca)
Impresario continuamente smascherato durante le prime edizioni del programma, Aniello Guardascione sta cercando di scoprire nuovi artisti (tra cui i comici Tricche e Ballacche) e sta ristrutturando il suo "ufficio" (ancora una volta la Galleria Umberto I), per farne un "loft", uno studio di ultima generazione come quelli americani: perciò ripete spesso che «Guardascione sta facendo 'nu loft esagerato», alludendo in senso ironico al termine napoletano loffa, indicante una silenziosa e sgradevole flatulenza. In realtà, a causa di una telefonata, si scopre che la storia del loft è tutta una farsa, ma successivamente l'impresario compare nello studio di un nuovo ufficio, situato nello scantinato della Galleria, sulla cui parete è affisso un fotomontaggio di sé stesso con altre celebrità. Vi si trova anche un busto in marmo che curiosamente porta i suoi stessi baffoni neri, e che, a detta di Guardascione, raffigurerebbe lui stesso all'età di 10 anni. Tra i suoi clienti affezionati ci sono Fabrizio Corona e tutto l'ambiente del reality La fattoria. Da notare che durante il periodo del Festival di Sanremo compare all'esterno del teatro Ariston. Insieme con la nomea di imbroglione, tornano anche i vari tormentoni che lo hanno reso celebre.

### Professor Pacifico Cirillo (Alan De Luca)
Il professor di lettere e dizioni Pacifico Cirillo ricompare, come Geppino da Ercolano, su richiesta dei telespettatori. Il professore è cambiato molto: ha un lungo pizzeto, ha acquistato una nuova automobile e porta una pettinatura che ricorda quella de I Cugini di Campagna (non a caso Anima mia, tratta dall'omonimo album, è la sua canzone preferita, nonché quella sempre ascoltata). Nonostante ciò, è sempre imbottigliato nel traffico di Via Marina a Napoli, dove continuano le sue disavventure con i vigili urbani, che spuntano dovunque il docente si trovi, pronti a multarlo. Uno dei suoi nuovi problemi ha il nome di Salatiello, l'alunno «cchiù peggi' d'a classe» (il più indisciplinato della sezione), il quale risponde alle domande con risposte assolutamente inadatte ad un contesto scolastico. Ritornano i suoi vecchi tormentoni «Avanti Savoia!», «chiò chiò» e «'sti quatt' ciucci napulitani».

### Mauro Califano (Alan De Luca)
Mauro Califano detto "'O Calippo", imitazione del più celebre "Califfo" Franco, è fondamentalmente un boss affiliato alla camorra, che tuttavia svolge altre molteplici attività. Innanzitutto scrive il libro di risposta a Gomorra di Roberto Saviano che illustra le crudeltà della malavita napoletana, cioè Sodoma (si fa riferimento a Gomorra e Sodoma, due città bibliche), completamente bianco per dare un'immagine pulita di Napoli (oltre che una fregatura per l'acquirente); in secondo luogo scrive i testi poetici della sua raccolta "'E figli so' piezz' 'e me..." (I figli sono pezzi di me...) in cui si discutono divergenze e consigli per il suo erede ormai adulto. Puntualmente però arriva un sms o una telefonata che ne mettono in dubbio le doti di chansonier. Il cantante risponde con una chiamata, ma dopo una smorfia che indica la sua preoccupazione, cerca di smentire asserendo che il suo interlocutore è pentito. Tiene moltissimo al suo dalmata Ugo (che in realtà è una statua), che giura di perdere nei luoghi più assurdi (come ad esempio nel camino o da sopra un elicottero) nel caso in cui non mantenga le promesse fatte.

### Il pazzo (Rosario Toscano)
In realtà il suo vero nome non viene mai precisato. È comunque un esaurito che bussa al videocitofono per denunciare le cose che ha visto. Comincia sempre il suo discorso parafrasando in napoletano il celebre monologo di Roy Batty morente nel film Blade Runner: «Ho visto cose ca si vuò fà 'e nummere, nuvanta nunn'abbastano!» («Ho visto cose per cui, se le si volesse trasformare -mediante la smorfia- in numeri da giocare al lotto, non basterebbero i novanta numeri!»). Nonostante la sua natura isterica, comunque, gli argomenti da lui trattati sono estremamente veri e di attualità, ma messi sul ridere. Al termine, però, la sua schizofrenia emerge di nuovo dalle sue professioni davvero molto originali: ad esempio, afferma di essere stato un ladro che, con dei complici, era solito commettere furti di forfora presa sopra i giubbini, di acqua rubata sotto i vaporetti,di moscerini staccati dai parebrezza e così via. Il collegamento si chiude sempre dopo la sua frase senza senso «nun è oggi, nun è dimani, ma pure 'o scacco vene a dama. Tu te ne vieni, io me ne vaco», cioè "non è oggi, non sarà domani, ma anche lo scacco viene a dama. Tu vieni qui (riferito a D'Angiò), io me ne vado".

### Don Alfonso (Franco Pinelli)
Il salumiere don Alfonso è solito intrattenere discussioni con i suoi clienti. Essi narrano degli avvenimenti terribili (proiettili che colpiscono i bambini durante le partite di bigliardino, incendi per fughe di gas che bruciano tutto il palazzo...), che tuttavia il commerciante sminuisce definendole «fesserie 'e cafè». I due conduttieri sono indignati quando vengono al corrente di tali catastrofi, e lo diventano ulteriormente al momento del conto, visto che don Alfonso ruba sul peso. Le sue frasi più celebri sono: «è troppo bell', ma ve dic bell'...bell'» (riferito a qualsiasi prodotto, che a volte è di dubbia provenienza, per esempio il "Prosciutto di Parma nostrano") e «che faccio, lascio?» (al momento di aumentare il peso del salume richiesto dall'acquirente).

### Fiorella la ragazza dei baretti (Fiorella Ciccopieri)
È una ragazza ricca, ben vestita, che abita in una zona-bene di Napoli, Via Petrarca. Molto spocchiosa, passa le sue serate con i suoi amici (soprattutto una, Lilli), davanti ai baretti ben frequentati della Napoli chic. È fanatica di Facebook e riceve spesso inviti incomprensibili sul cellulare per qualche festa in uno dei comuni dell'hinterland napoletano, e rifiuta sempre di andarci in quanto per il suo carattere élitario non può sopportare di essere invitata in luoghi che reputa non consoni alla sua condizione, e frequenta solo ogni posto che, come ripete spesso, è chic e non impegna, come Posillipo o il Vomero.

Fiorella parla sempre in italiano, e a volte traduce letteralmente in un improbabile italiano detti e modi di dire napoletani.

Il personaggio di Fiorella ricorda molto da una parte Silvia, anche per il modo di parlare e di muoversi, e dall'altra Gianfilippo e Gianmaria.

### Tore il navigatore (Gabriele Rega)
Tore il Navigatore è il fattorino di una pizzeria di Napoli che gira per la città a bordo del suo scooter rigorosamente senza casco. Suo fedele compagno di viaggio è il navigatore satellitare Navigazz, al quale si rivolge per trovare la strada giusta, con conseguenze quanto mai nefaste. Sovente vediamo Tore bussare al citofono di Telegaribaldi credendo di aver trovato, grazie a Navigazz, indirizzo ed inquilino giusto, ed è compito dei conduttori della trasmissione ricondurlo sulla retta via aiutandolo a rimediare al cattivo funzionamento del navigatore.

### La precaria (Claudia Letizia)
La precaria è una giovane ragazza "rinchiusa" dietro il cassonetto dal quale conducono i due presentatori e dai quali è separata tramite un plexiglas. All'inizio della puntata viene interpellata per leggere il sommario, cioè la scaletta dei personaggi con cui ci si collega. In realtà, al solo sentir dire "mannaggia bbubbà" da qualcuno, la precaria scatta esibendosi in uno spogliarello non integrale sulle note delle canzoni Sweet Dreams (Are Made of This) (quando inizialmente svolge il ruolo di precaria-hostess dell'Alitalia) o No Stress (quando invece diventa precaria-operaia dell'industria di Pomigliano d'Arco). In base alla sua professione poi cambia anche l'abbigliamento. Il suo momento si conclude quando Lino D'Angiò decide di calare la tapparella che scende sul plexiglas. Di solito qualche capo della divisa resta in possesso dei conduttieri, che prontamente rilanciano nello spazio in cui la precaria risiede, generando così un rumore di vetro che si infrange ad ogni lancio.

### Il mimo (Angelo Belgiovine)
Il mimo compare solo nelle puntate iniziali per poi uscire di scena. Si tratta di un ex impiegato dell'Alitalia che si è ridotto al fare il mimo per strada che compie un movimento diverso in base all'importo che viene versato nel bicchiere in cui custodisce le elemosine. Viene continuamente sbeffeggiato da due bambini e da due operai che durante la loro pausa gli portano attrezzi per aiutarsi. In realtà è ovviamente una presa in giro.

### La ragazza agenda (Sabrina Ciotola)
Il personaggio è la risposta alle ragazze-calendario, cioè tutte quelle modelle e donne VIP che con pose sensuali si spogliano davanti alle macchine fotografiche.
Il nome deriva dal fatto che mentre i calendari sono troppo brevi, un'agenda può durare più a lungo. Inoltre a differenza delle donne che scelgono di farsi riprendere senza veli sono personaggi adatti ad un pubblico adulto (naturalmente costituito da uomini), la ragazza agenda (a detta della stessa Sabrina Ciotola) è anche per gli spettatori più piccoli. Inizialmente ha solo il compito di dare il "touch", cioè toccare lo schermo che automaticamente si collega con i vari personaggi; dopo qualche puntata, però, comincia anche a leggere le e-mail che arrivano, insieme a Lino D'Angiò ed Alan De Luca.

### Ospiti
Partecipano alla trasmissione anche:
- il tronista della trasmissione televisiva Uomini e donne di Maria De Filippi Fernando Vitale (in realtà farebbe parte del cast fisso, ma dopo le prime puntate esce di scena);
- il cantante Rosario Miraggio nelle vesti di sé stesso, che talvolta si presenta al citofono per cantare;
- il comico Peppe Iodice, già a Zelig, che interpreta sia Birillo, un ex compagno di classe del conduttiero Lino D'Angiò sia sé stesso che, involontariamente, pubblicizza il proprio spettacolo teatrale in scena a gennaio;
- lo stesso Luca Sepe, che suona al videocitofono con la chitarra la sua, forse, più celebre canzone, sul calciatore Ezequiel Lavezzi e sulle note della canzone Novembre di Giusy Ferreri
- i comici Michele Caputo e Ciro Villano che, come Peppe Iodice, parlano della loro nuova commedia teatrale;
- l'attore Gaetano Amato che bussa al citofono per presentare il suo libro e viene ingannato da Lino D'Angiò, che gli fa credere di essere Bruno Vespa, nonché per parlare dello spettacolo teatrale cui partecipa, insieme a Michele Caputo e Ciro Villano;
- il cantante Sal da Vinci, che si finge arrabbiato con la trasmissione a causa della sua imitazione;
- lo showman Renzo Arbore nelle vesti di Giuseppe Garibaldi (omonimo dell'eroe del Risorgimento), un imitatore dello stesso Renzo Arbore che non ha fatto fortuna a causa dei suoi difetti di pronuncia.
- la subrettina Lisa Fusco, che suona al videocitofono per un saluto;
- i cantanti neomelodici Franco Ricciardi e Ivan Granatino, anch'essi in atto di pubblicizzare il proprio spettacolo;
- il cantante Bruno Cuomo, contattato da Guardascione.

## Sigle di TeleGaribaldi

### Seconda stagione
La sigla di coda di solito è La Giungla del gruppo musicale di Jennà Romano de I Letti Sfatti, che talvolta però esegue qualche altro brano del proprio repertorio.

### Terza stagione
La sigla di testa è costituita da un breve passaggio di Garibaldi fu ferito su una finta interferenza televisiva, durante la quale Biagio Izzo si irrigidisce e poggia le mani sul bancone.

### Settima stagione
Il titolo della sigla di coda, è sconosciuto ma Lino D'Angiò e Alan De Luca la rinominano Si' 'mbuttant', anche se si alterna con le canzoni cantate da Nino D'Angelo in versione karaoke. Ad un certo punto della stagione, lo stesso D'Angiò comincia ad imitare di sera in sera un cantante diverso per il ritornello, come Renato Zero o Vasco Rossi.